# Jozef IJsewijn

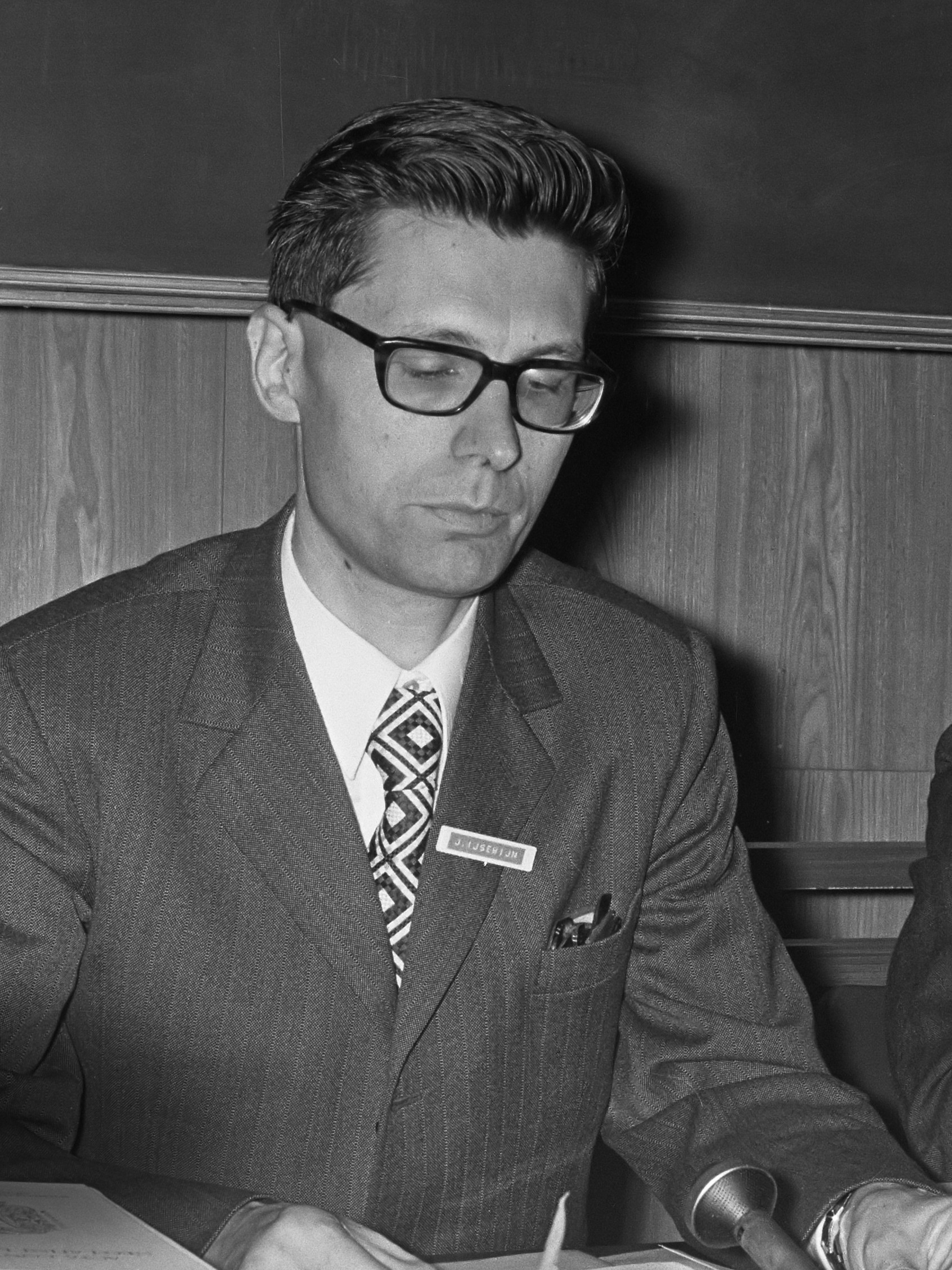
Jozef IJsewijn beim Gründungskongress der International Association for Neo-Latin Studies im Jahr 1973.

Jozef Antoon Maria Karol IJsewijn (* 30. Dezember 1932 in Zwijndrecht; † 27. November 1998 in Löwen) war ein belgischer Klassischer und neulateinischer Philologe. Er gilt als der „Vater der modernen Neu-Lateinischen Forschung“.

## Leben
Jozef IJsewijn besuchte von 1945 bis 1951 das Sint-Jan Berchmanscollege, ein bischöfliches Gymnasium in Antwerpen, und begann aufgrund seines schon während der Schulzeit geweckten Interesses an den Alten Sprachen anschließend ein Studium der Klassischen Philologie und der Alten Geschichte an der Katholischen Universität Löwen, das er 1955 abschloss. Danach war er kurze Zeit Lehrer an einem Gymnasium der Jesuiten, interessierte sich aber eher für die Forschung als den Lehrerberuf. Der Althistoriker Willy Peremans vermittelte ihm ein Stipendium des Fonds National de la Recherche Scientifique, mit dessen Hilfe er sein Promotionsstudium begann. 1959 erfolgte die Promotion ebenda. Zu dieser Zeit widmete sich IJsewijn noch vor allem der Papyrologie und der Geschichte des ptolemäischen Ägyptens. 1962 wurde er zunächst Dozent und war von 1967 bis zu seiner Emeritierung im Jahr 1997 ordentlicher Professor für klassische Philologie und neuzeitliches Latein an der ab 1968 nur noch flämischsprachigen Teiluniversität in Löwen. Noch im Jahr seiner Berufung auf die Professur begründete er das Seminarium Philologiae Humanisticae. Gemeinsam mit seinem ersten Assistenten Gilbert Tournoy baute er es zu einer der herausragenden Forschungsanstalten auf dem Gebiet des neuzeitlichen Latein aus. Der Erfolg von IJsewijns Lehrtätigkeit zeigt sich in seinen zahlreichen Schülern, von denen er Licentiats- und Doktorarbeiten betreute, die zumeist neulateinische Themen behandelten. Zu den akademischen Schülern gehören Marie-José Desmet-Goethals, Godelieve Tournoy-Thoen, Gilbert Tournoy und Dirk Sacré.
In den späten 1950er und frühen 1960er Jahren besuchte IJsewijn mit seiner späteren Frau, Jacqueline Jacobs, die von Henry de Vocht abgehaltenen Vorlesungen zur Geschichte des Humanismus. Sie sollten einen so nachhaltigen Eindruck auf ihn haben, dass sich die Ausrichtung der Forschung nun von der Antike hin zur Antikerezeption in der Zeit des Humanismus und vor allem auf die neulateinische Literatur des 15. bis 17. Jahrhunderts verschob. IJsewijn schloss sich der Latinitas viva-Bewegung an und pflegte auch einen aktiven Gebrauch des Lateins. Er unterhielt Kontakte zu neulateinischen Dichtern wie Josef Eberle, Johann Alexander Gaertner und Harry C. Schnur. Seit 1964 banden die Löwener Universität wie auch die Koninklijke Academie voor Wetenschappen, Letteren en Schone Kunsten IJsewijns Vorliebe für ihre Zwecke ein: er verfasste mehr als 200 öffentliche Briefe und Ehrendiplome in neulateinischer Sprache. Dazu gehörten die Ehrendoktorurkunden für Persönlichkeiten wie Karl Rahner, Ralf Dahrendorf, Jacques Derrida, Helmut Schmidt, Umberto Eco, Richard von Weizsäcker sowie Juan Carlos von Spanien. Für zehn öffentliche Gebäude in Löwen entwarf er lateinische Inschriften. 1968 begründete er die 1929 von Henri de Vocht begründete Zeitschrift Humanistica Lovaniensia neu und erweiterte den bisherigen Schwerpunkt auf dem Humanismus auf das Neulateinische. Seit 1971 führte sie den Untertitel Journal of Neo-Latin Studies. Im selben Jahr organisierte er in Löwen den ersten Neulateinischen Kongress. Zwei Jahre später begründete die International Association for Neo-Latin Studies mit und wurde deren Gründungspräsident. Er blieb bis 1975 im Amt, als ihm Richard J. Schoek nachfolgte. IJsewijn wurde für seine Leistungen hoch geehrt. Er war Mitglied und Präsident der Koninklijke Academie voor Wetenschappen, Letteren en Schone Kunsten, Fellow der British Academy und der Academia Europaea, auswärtiges Mitglied der Finnischen Akademie der Wissenschaften, korrespondierendes Mitglied der Göttinger Akademie der Wissenschaften und erhielt 1992 die Ehrendoktorwürde der Universität Valencia. 1980 erhielt er den Francqui-Preis.
Jozef IJsewijns Opus magnum wurde sein Companion to Neo-Latin Studies. Es erschien erstmals 1977 und wurde danach noch einmal komplett neu verfasst und erweitert, um schließlich 1990 und 1998 in zwei Bänden erneut zu erscheinen. Hatte das Werk in der ersten Auflage noch einen bibliografisch-methodischen Schwerpunkt, lag der Schwerpunkt bei der Neuauflage bei der Darstellung der Länder sowie der neulateinischen Textformen. Darüber hinaus verfasste IJsewijn etwa 100 Artikel deren Inhalt sich zumeist auf Gattungen oder Autoren bezogen, zudem etwa 150 Rezensionen. Bei der Betrachtung des Œuvres kann man bestimmte Vorlieben erkennen. Bei den Autoren mochte er besonders Rudolf Agricola, Erasmus von Rotterdam, Justus Lipsius, Juan Luis Vives und die Dichtungen der Jesuiten. Bei den Textarten bevorzugte er Autobiografie und Biografie, Drama, Roman, Satire sowie Briefe.

## DerJozef IJsewijn Prize for best first book on a Neo-Latin topic
In Erinnerung an Jozef IJsewijn wurde Mitte der 2000er Jahre von der International Association for Neo-Latin Studies der dreijährig vergebene Jozef IJsewijn Prize for best first book on a Neo-Latin topic, der Jozef IJsewijn Preis für das beste erste Buch zu einem Neulateinischen Thema begründet.
- 2012: Aline Smeesters-Lelubre für Aux rives de la lumière[2]
- 2015: Valéry Berlincourt für Commenter la Thébaïde (16e–19e s.). Caspar von Barth et la tradition exégétique de Stace[3]

## Schriften
Monographien und Handbücher
- De sacerdotibus sacerdotiisque Alexandri Magni et Lagidarum eponymis. 1961.
- Companion to Neo-Latin Studies. Amsterdam, New York, Oxford, North Holland Publishing Company 1977.
- Companion to Neo-Latin Studies. Part I: History and Diffusion of Neo-Latin Literature. Second entirely rewritten edition. Leuven-Louvain, Leuven UP/Peeters Press Louvain 1990.
- mit Dirk Sacré: Companion to Neo-Latin Studies. Part II: Literary, linguistic, philological and editorial questions. Second entirely rewritten edition. Leuven-Louvain, Leuven UP 1998.
- Humanism in the Low Countries. A Collection of Studies Selected and Edited by Gilbert Tournoy. (= Supplementa Humanistica Lovaniensia 40). Leuven University Press, Leuven 2015.

Herausgeberschaften und Editionen
- mit Gerard Verbeke: The late middle ages and the dawn of humanism outside Italy. Proceedings of the international conference, Louvain, May 11–13, 1970. 1972.
- mit Eckhard Keßler: Acta Conventus Neo-Latini Lovaniensis: Louvain, 23–28 Aug. 1971. Proceedings of the First International Congress of Neo-Latin Studies. Leuven University Press, Leuven, München, Fink 1973.
- mit Jacques Paquet: The universities in the late Middle Ages. Leuven 1978.
- Martini Dorpii Naldiceni orationes IV. Cum apologia et litteris adnexis. Leipzig, Teubner 1986.
- mit Barbara Lawatsch-Boomgaarden: Voyage to Maryland (1633) = Relatio itineris in Marilandiam by Andrew White, 1995.